# Resolució 1557 del Consell de Seguretat de les Nacions Unides
La Resolució 1557 del Consell de Seguretat de les Nacions Unides fou adoptada per unanimitat el 12 d'agost de 2004. Després de reafirmar les resolucions anteriors sobre [Iraq], en particular les resolucions 1500 (2003) i 1546 (2004), el Consell va prorrogar el mandat de la Missió d'Assistència de les Nacions Unides a Iraq (UNAMI) per un nou període de dotze mesos. La resolució va ser redactada pel Regne Unit i els Estats Units.
El Consell de Seguretat va reafirmar la sobirania i la integritat territorial de l'Iraq i el paper de les Nacions Unides al país. Va donar la benvinguda a la designació d'un Representant Especuial, Ashraf Qazi, del Secretari General Kofi Annan. Estenent el mandat de la UNAMI per un període de dotze mesos addicionals, el Consell va declarar la seva intenció de revisar el seu mandat si així ho sol·licita el govern del Govern iraquià.